# Matriu transposada

Exemple de transposició d'una matriu 3×2

Si A denota una matriu de n × m elements:
{\displaystyle A=(a_{i,j})={\begin{pmatrix}a_{1,1}&a_{1,2}&a_{1,3}&\cdots &a_{1,m}\\a_{2,1}&a_{2,2}&a_{2,3}&\cdots &a_{2,m}\\a_{3,1}&a_{3,2}&a_{3,3}&\cdots &a_{3,m}\\\vdots &\vdots &\vdots &\ddots &\vdots \\a_{n,1}&a_{n,2}&a_{n,3}&\cdots &a_{n,m}\\\end{pmatrix}}\in {\mathcal {M}}_{n\times m}}
aleshores la permutació de files per columnes o viceversa, en la matriu A, produeix la seva matriu transposada A⊤:
{\displaystyle A^{\top }={\begin{pmatrix}a_{1,1}&a_{2,1}&a_{3,1}&\cdots &a_{n,1}\\a_{1,2}&a_{2,2}&a_{3,2}&\cdots &a_{n,2}\\a_{1,3}&a_{2,3}&a_{3,3}&\cdots &a_{n,3}\\\vdots &\vdots &\vdots &\ddots &\vdots \\a_{1,m}&a_{2,m}&a_{3,m}&\cdots &a_{n,m}\\\end{pmatrix}}\in {\mathcal {M}}_{m,n}}
A serà una matriu simètrica, si i només si, n = m i A⊤ = A.
Observació sobre la notació. Alguns autors també denoten per {\displaystyle A'} la matriu transposada de la matriu {\displaystyle A}.

## Propietats
Siguin A i B matrius adequades per a les següents operacions, sabem que:
- (A⊤)⊤ = A
- (A + B)⊤ = A⊤ + B⊤
- Per a qualsevol escalar r, (r⋅A)⊤ = r⋅A⊤
- (A⋅B)⊤ = B⊤⋅A⊤

## Algorisme
En C++
```
 
typedef
 
vector
<
 
vector
<
int
>
 
>
 
Matriu
;

 
void
 
intercanvia
(
int
&
 
x
,
 
int
&
 
y
){

 
x
 
^=
 
y
;

 
y
 
^=
 
x
;
 

 
x
 
^=
 
y
;

 
}

 
void
 
transposar
 
(
Matriu
&
 
m
){

 
int
 
s
 
=
 
m
.
size
();
 

 
for
(
int
 
i
 
=
 
0
;
i
 
<
 
s
;
 
++
i
){

 
for
(
int
 
j
 
=
 
0
;
 
j
 
<
 
i
;
 
++
j
){

 
intercanvia
(
m
[
i
][
j
],
m
[
j
][
i
]);
 

 
}

 
}

 
}

```